# Alsdorf (Eifel)
Alsdorf is een plaats in de Duitse deelstaat Rijnland-Palts, en maakt deel uit van de Eifelkreis Bitburg-Prüm.
Alsdorf (Eifel) telt 461 inwoners.

## Bestuur
De plaats is een Ortsgemeinde en maakt deel uit van de Verbandsgemeinde Südeifel.
Verbandsvrije stad:  Bitburg